# Université africaine du leadership
Pour les articles homonymes, voir ALU.
L'Université africaine du leadership, (anglais : African Leadership University), abrégé ALU, est un réseau d'établissements d'enseignement supérieur opérant à la fois à l'île Maurice et au Rwanda, fondé et présidé par Fred Swaniker, un leader Africain qui a pour vision de former les futurs leaders du continent Africain en Afrique afin de lutter contre « les fuites de cerveaux » et de développer le continent dans les années à venir.
Le premier campus d'ALU a été lancé à Maurice en septembre 2015 et est connu sous le nom de African Leadership College. Son deuxième campus a été lancé en septembre 2017 à Kigali, au Rwanda. Les projets ALU pour la construction de 25 campus dans les grandes villes d’Afrique, accueillant environ 10 000 étudiants.